# 母乳

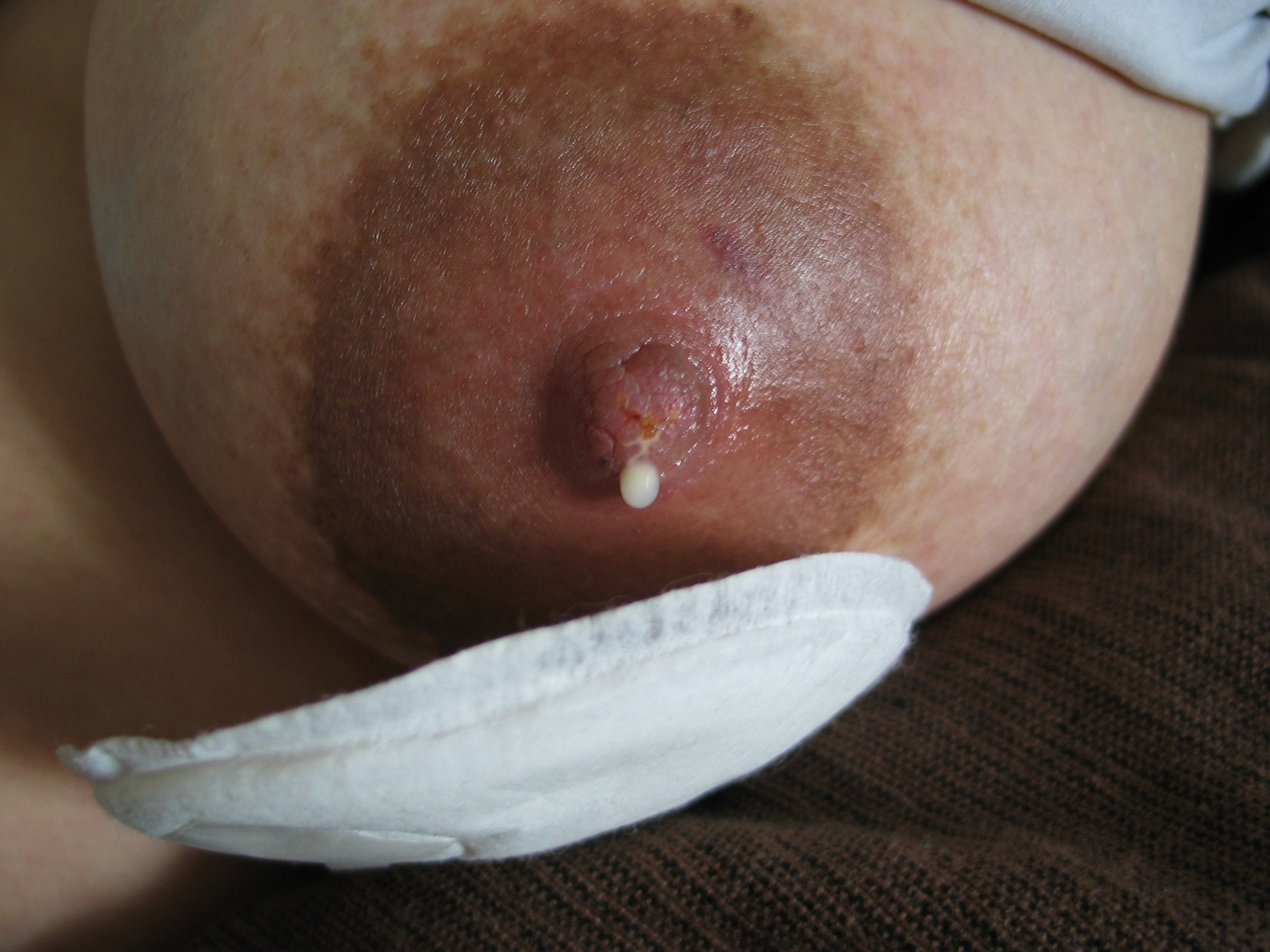
母乳是婦女乳房自乳頭分泌出汁液。

母乳，又稱人乳、人奶，為產後婦女乳房產生的乳水，用于哺育嬰兒，世界衛生組織亦推薦用母乳哺育六個月以下的嬰兒，乳汁內含有碳水化合物、蛋白質、脂肪、維生素、礦物質、脂肪酸和牛磺酸等

## 哺乳

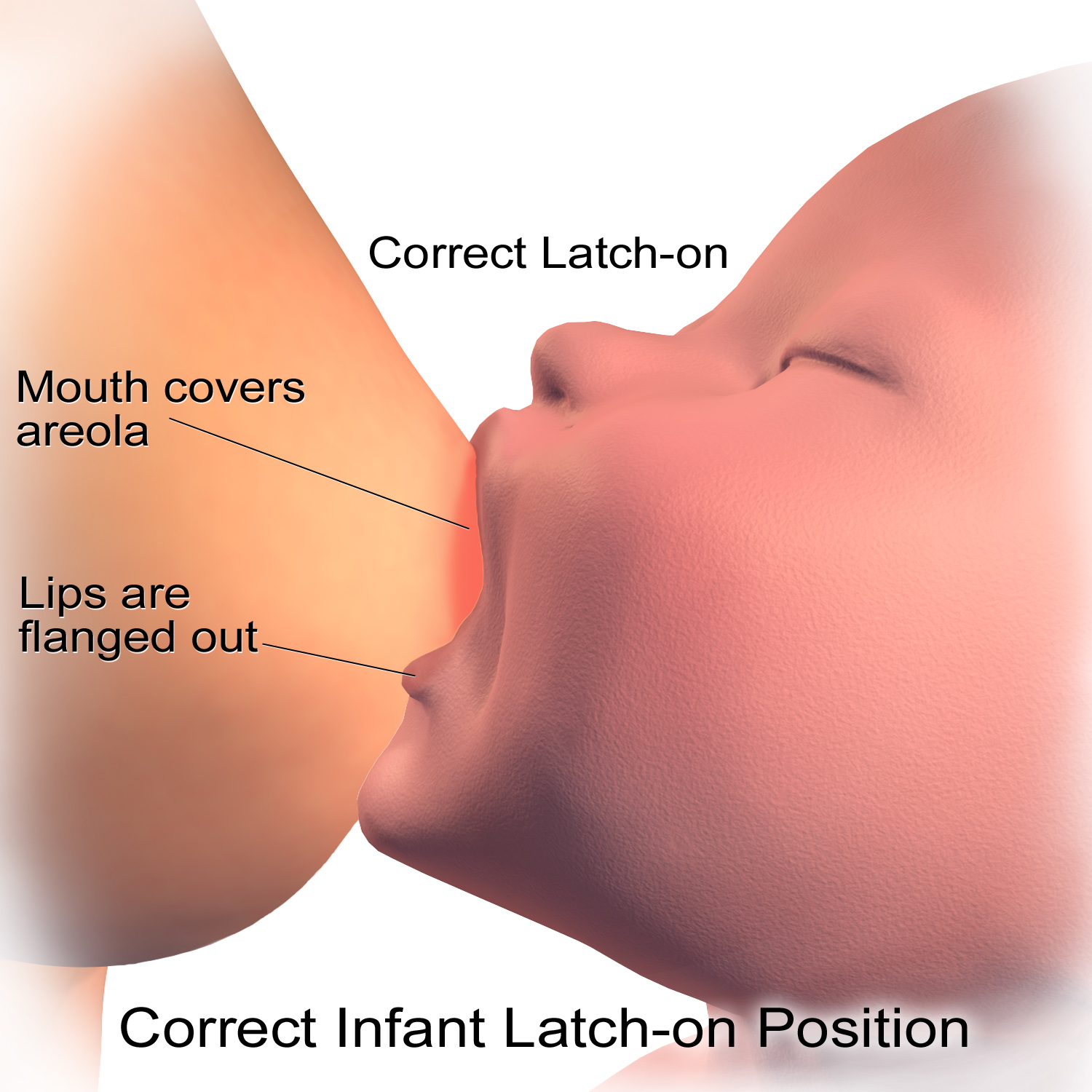
當嬰兒吸吮母親的乳房時，催產素會使得母乳從乳腺泡流出，經由乳管流到乳暈後的乳囊，再流進嬰兒的口中

哺育母乳的常見方式是讓嬰兒含著母親的乳頭，由母親的乳房直接哺育，也有其他的方式，例如由吸乳器擠出，再用嬰兒奶瓶餵養、也可以用杯子或是湯匙、补充滴注系统或鼻胃管喂养。早產的嬰兒還沒有能力吸吮，因此避免使用奶瓶餵養。母乳也可以由非嬰兒母親的女性提供，可能是由其他人捐贈、由吸乳器擠出的人乳（可能來自母乳銀行或其他非正式的母乳捐獻），或者是其他的婦女（奶媽）用乳房哺育不是她自己的小孩。
世界衛生組織建議嬰兒在前六個月只用母乳哺育，若嬰兒已可以接受固體食物，可以在六個月後漸進加入固體食品，不過在二歲之前仍建議繼續以母乳作為幼兒的補充營養來源之一，幼兒在二歲之後只要媽媽及幼兒願意，仍可以繼續餵母乳。母乳哺育對母親和嬰兒都有幫助，甚至在嬰兒成長到幼兒時期時也有幫助。母乳哺育對嬰幼兒有诸多好處：母乳喂养可以提供對感冒及流感的抵抗力、減少嬰兒猝死症風險達73%、降低中耳感染的機率、微幅降低兒童白血病風險、降低兒童肥胖哮喘和濕疹的風險，並可減少牙齒的問題，而且長大後肥胖的機率也會降低。母乳餵養還可以提昇智力，減少嬰幼兒心智障礙的情形。用母乳哺充收養的嬰幼兒，也會受到上述的益處。
母乳哺育也對母親的健康有益，母乳哺育有助於子宮恢復到懷孕前的大小，也減少產後流血，也可以讓母親的體重恢復產前水準。母乳哺育也可以降低後續乳癌的風險。母乳哺育有助於母親及嬰兒減少罹患第一型糖尿病及第二型糖尿病的風險。
現在普遍認為母乳是最適合嬰兒的食品，不過有些國家在1950年代曾認為哺乳已不合時宜，當時也認為配方奶的營養成份比母乳更適合嬰兒食用。目前已普遍同意配方奶的營養成份不如母乳，母乳中除了含有適當的糖、蛋白質及脂肪外，也含有維生素、礦物質、消化酶及激素。母乳中也有來自母體的抗體及淋巴細胞，有助於嬰兒免於疾病感染。母乳提供的免疫機能是母親身體量身定作的，在母親接觸嬰兒及照顧嬰兒時，會接觸到嬰兒體內的病原體，因此母親體內會產生對應抗體及免疫細胞。
嬰兒約四到六個月時，其體內肝臟細胞內儲存的鐵會用完，因此建議除了母乳外，可以增加副食品。母乳中含的鐵比配方奶中的鐵要少，不過母乳中含是生物利用度較高的乳铁蛋白，對母親或是胎兒都比硫酸亞鐵要安全。

## 產生
女性分娩後會因為催乳素及催产素的影響，會分泌母乳哺育嬰兒。一開始分泌的母乳稱為初乳，其中的免疫球蛋白 IgA含量較高，會覆蓋在嬰兒的消化道，在新生兒免疫系统正常工作之前，可以保護新生兒的健康。初乳也會有輕微的致瀉效應，避免胆红素的堆積（胆红素是造成黄疸的因素之一）。
研究顯示在開發中國家營養不良的婦女仍可以分泌母乳，而且份量和已開發國家的婦女相當。有許多原因造成婦女無法分泌足夠的母乳。常見的原因是嬰兒吸吮的方式不正確（嬰兒沒有有效地接觸乳頭）、沒有餵食（或是擠出）相當於母乳分泌量的母乳、特定藥物（包括荷爾蒙避孕藥）、生病或是脫水。有一種罕見的原因是席漢氏綜合徵，也稱為產後垂體功能減退，會造成催乳素不足，需要激素替代療法來治療。
乳房分泌母乳量會受哺乳或是手擠乳移出乳汁頻率的影響，移出乳汁頻率越高，分泌母乳量也會越多，移出乳汁效率分別為親餵>手擠乳>吸乳器，建議產後頭幾天盡量親餵為主，4-6周內避免使用奶瓶或是奶嘴干擾，如果因不可抗因素不能親餵則建議使用手擠乳移出乳汁，再使用杯餵等輔具代替。。嬰兒有需要時就哺乳比定時哺乳要好。考科藍研究指出若哺乳時令人放鬆的音樂，也會增加分泌的母乳量。若母親很早就開始用手擠乳移出乳汁，甚至在嬰兒還無法哺乳時就開始進行，分泌的母乳量也會較多，但是生產前就移出乳汁有可能增加子宮提早縮收的風險，但是孕哺親餵則不一定會提早子宮縮收，只要母親身體沒有不舒服即可。。
若是使用擠乳器，會建議使用適合自己罩杯擠乳器，因為可以減少乳頭受傷或是水腫，沒有任何根據高級吸乳器是否就一定比較好。催乳药可以增加母乳分泌量，但是其中的草藥成份可能會造成一些風險，因此一般會建議先使用非藥物的方式，而且每個人體質不同不一定能夠確定是否會有效或是有其他預料外效果。。

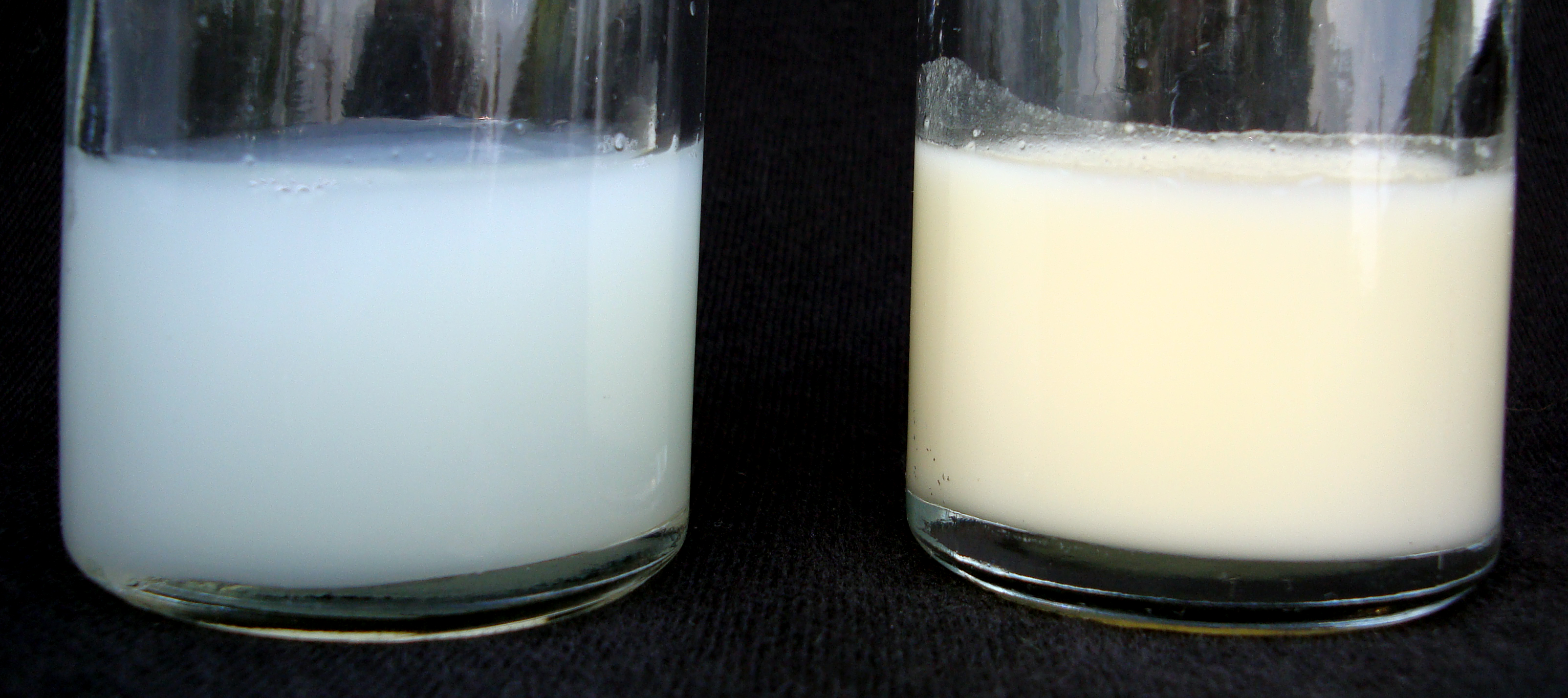
母乳样品。两份样品是同次哺乳所得，前乳是白色（左），乳房排空时乳汁（後乳）呈黄色（右）。

初乳(colostrum)：量少、色黃而濃稠、富含各種抗體，等同於新生兒的第一劑預防針，保護嬰兒免於感染及過敏。含有腸道生長因子，可促進新生兒腸道黏膜發育成熟，避免過敏及耐受不良，以及幫助營養機收及對抗病菌。初乳具有輕瀉作用，可以幫助順利排出胎便，減少黃疸。富含維生素A，減少感染性疾病的嚴重度，避免眼部疾病。
過度乳(transitional milk)：是產後第二天至二十天左右，介於初乳與成熟乳之間的奶水。免疫球蛋白與蛋白質濃度漸漸減少，乳糖、脂肪與水溶性纖維素逐漸增加。
成熟乳(mature milk)：產後二十天左右，母親的奶水開始轉變成淡乳白色，成分趨近穩定。然而，乳汁成分的轉換並無明確之區分點，因成分、比重差異，在單次哺乳或擠乳時間的延續而出現成分改變。即使單次哺乳期間，剛剛流出來的乳汁與哺乳到後半段的乳汁，樣態也有不同。一般而言，單次哺乳或是擠乳時頭幾分鐘出來的，稱之為前奶(Foremilk)，其中含有較多蛋白質、乳糖、維生素、礦物質及水；單次哺乳或擠乳一陣子之後分泌的乳汁，謂之後奶(Hindmilk)，其中有較多脂肪及熱量，讓嬰兒有飽足感。
在1980年代及1990年代，哺乳專業機構De Cleats曾試著要區分每次哺乳時，一開始分泌的前乳（foremilk）及後來分泌的後乳（hindmilk），但這種區分會讓人混淆，因為前乳和後乳不是兩種不同的母乳。在每次哺乳時，母乳的脂肪含量會漸漸增加，這也是前乳和後乳的主要差異。

## 儲存

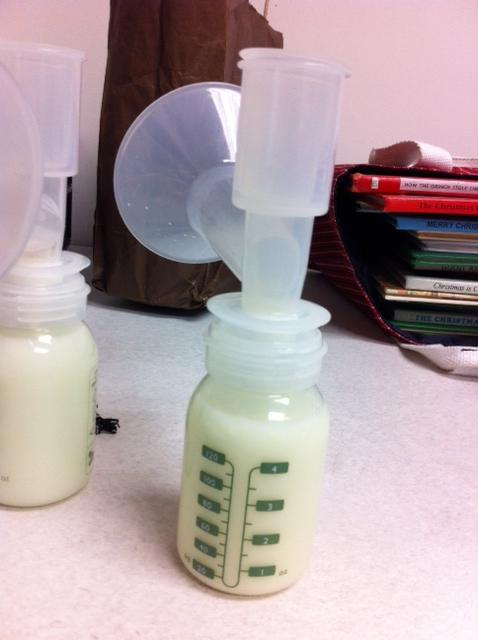
存放母乳的瓶子

母乳擠出後，可以經適當方式存放一段時間。新鮮擠出人奶室溫存放不超4小時。脂酶會在牛奶解凍後使乳脂肪分解，而造成味道的改變。這樣的母乳仍可以安全飲用，而且大部份的嬰兒也都會喝。煮過可以避免類似的味道變化，但其中的抗體會因此而減少。母乳需要以氣密的方式密封存儲，有些塑膠袋是設計來短期（72小時內）存儲母乳，有些則可以冷凍存放母乳，最多可以儲存到12個月。以下的表列出安全的儲存時限。
| 存放位置                             | 溫度   | 溫度  | 最長可存放時間 |
| ------------------------------------ | ------ | ----- | -------------- |
| 室內                                 | 25 °C  | 77 °F | 6到8小時       |
| 有冰袋的隔熱保溫袋                   |        |       | 最多24小時     |
| 冰箱內                               | 4 °C   | 39 °F | 最多5天        |
| 冰箱內的冷凍室                       | -15 °C | 5 °F  | 2週            |
| 冰箱內的冷凍室，而且有獨立冷凍室的門 | -18 °C | 0 °F  | 3至6個月       |
| 手動除霜的立式冷凍櫃深處             | -20 °C | -4 °F | 6到12個月      |

## 成份
| 脂肪（g/100 ml）   |       |
| 共計               | 4.2   |
| 脂肪酸（8個碳的）  | 痕量  |
| 多元不飽和脂肪酸   | 0.6   |
| 膽固醇             | 0.016 |
| 蛋白質（g/100 ml） |       |
| 共計               | 1.1   |
| 酪蛋白             | 0.4   |
| α-乳白蛋白         | 0.3   |
| 乳铁蛋白           | 0.2   |
| IgA                | 0.1   |
| IgG                | 0.001 |
| 溶菌酶             | 0.05  |
| 血清白蛋白         | 0.05  |
| ß-乳球蛋白         | -     |
| 糖類（g/100 ml）   |       |
| 乳糖               | 7     |
| 寡糖               | 0.5   |
| 矿物质（g/100 ml） |       |
| 鈣                 | 0.03  |
| 磷                 | 0.014 |
| 鈉                 | 0.015 |
| 鉀                 | 0.055 |
| 氯                 | 0.043 |

母乳中含有許多的蛋白質、脂類、糖類及其他的生物活性物質。每一次哺乳時的成份有所不同，而也會隨著哺乳過程而有改變。
母乳中有高含量的免疫球蛋白A（IgA），從出生後第10天到產後至少的七個半月內都有此一成份。
母乳中含有0.8%至0.9%的蛋白質、4.5%的脂質、7.1%的糖類、0.2%礦物質。糖類中主要是乳糖，其中會有少量以乳糖為主的寡醣。脂質中包括棕櫚酸和油酸的三酸甘油酯（O-P-O三酸甘油酯），也會有反式脂肪。脂類中還有异油酸及共轭亚油酸（CLA），最多會約佔脂質含量的6%。
母乳中主要的蛋白質有alpha-乳清蛋白、乳铁蛋白（apo-乳鐵蛋白）、IgA、溶菌酶及血清白蛋白。在酸性環境中（例如胃部），alpha乳清蛋白會折叠成另一種型式，和油酸結合成一種複合物，稱為HAMLET，可以殺死腫瘤細胞。這可能是餵母乳可以減少嬰兒癌症發生率的原因
母乳中非蛋白質的含氮物質約佔總含氮量的25%，包括尿素、尿酸、肌酸、肌酸酐、氨基酸及核苷酸。母乳有晝夜的變化，有些核苷酸較常出現在白天分泌的母乳中，有些核苷酸較常出現在晚上的母乳中。
母乳中含有內源性大麻素（天然的神經遞質，大麻中有可以模擬此類物質的化學物質）、2-花生四烯酸甘油酯、花生四烯乙醇胺、油酰乙醇酰胺、十六酰胺乙醇、 N-花生四烯酰甘氨酸、前列腺素F2α乙醇酰胺（prostaglandin F2alpha ethanolamides）、前列腺素F2乙醇酰胺（prostaglandin F2 ethanolamides）等物質。這些物質可以激發食慾，不過也可以用來調節食慾，讓嬰兒不會喝過多的母乳。這可能是餵母乳的嬰兒其熱量攝取量比餵配方乳的嬰兒要少的原因。
母乳本身沒有經過殺菌，其中有包括多達六百種不同的菌種（母乳微生物群），其中包括雙歧桿菌屬、青春雙歧桿菌（B. adolescentis）、龍根菌（B. longum）、比菲德氏菌（B. bifidum）及齿双歧杆菌（B. dentium）。
母乳中含有一種特殊的糖類人乳寡糖（HMO），在配方奶中沒有這種糖類。嬰兒無法消化人乳寡糖，不過人乳寡糖可以建構嬰兒的腸道菌群。這些菌群作為誘餌受體，阻隔引發疾病的病原體的附著。這些菌群也會影響免疫細胞的反應，對嬰兒有益。到2015年為止，已發現超過一百種的人乳寡糖，每位女性母乳中的人乳寡糖種類及數量都有所不同，每一種都有其個別的功用。
患有糖尿病的婦女，其母乳成份也和一般母乳有些不同。其中葡萄糖和胰島素比例較高，而多元不飽和脂肪酸的比例較低。也有報告提出糖尿病婦女的母乳可能會造成嬰兒的語言發展遲緩，而影響程度和劑量有關，不過即使有此風險，醫師仍建議患有糖尿病婦女為其嬰幼兒哺育母乳。
婦女若體內有些物質，擔心會透過母乳傳播到嬰幼兒的（例如酒精、人類免疫缺陷病毒、人類嗜T淋巴球病毒一型或是其他藥物），在進行母乳哺育前需要和醫師諮詢。
大部份不餵母乳的婦女會用配方奶來餵嬰幼兒，不過有些國家會將志願者捐獻的母乳放在母乳庫中，再讓婦女憑醫師處方來取用。

### 和其他乳製品的比較
所有的哺乳动物都會分泌乳水，但其成份各有不同，其他動物的乳水成份也常常和母乳不同。一般來說，越常哺乳的哺乳類動物其分泌的乳水（包括母乳）都會比較稀。母乳會比牛乳要稀，也比較甜。
全脂牛奶相較於母乳，其铁質、视黄醇、维生素E、维生素C、维生素D、不飽和脂肪或是必需脂肪酸都較少，而蛋白质、钠、钾、磷及氯化物又太高，會讓嬰兒未發育成熟的腎帶來負擔。而且其中的蛋白質、脂肪及鈣質比母奶要不容易被嬰幼兒所吸收。 淡奶因為處理過其中的蛋白質，會比較容易消化，但在營養上仍然不適合和嬰幼兒食用。有些嬰兒會對酪蛋白過敏，這也影響了由牛奶中衍生的配方奶粉，會減少酪蛋白的含量。
| 營養                | 母乳 | 牛乳 | 羊乳 |
| ------------------- | ---- | ---- | ---- |
| 熱量(千卡)          | 172  | 146  | 168  |
| 蛋白質（g）         | 2.5  | 7.9  | 8.7  |
| 脂類（g）           | 10.8 | 7.9  | 10.1 |
| 飽和脂肪（g）       | 4.9  | 4.6  | 6.5  |
| 單元不飽和脂肪（g） | 4.1  | 2.0  | 2.7  |
| 多元不飽和脂肪（g） | 1.2  | 0.5  | 0.4  |
| 糖類（g）           | 17.0 | 11.0 | 10.9 |
| 葉酸（mcg）         | 12   | 12   | 2    |
| 維生素C（mg）       | 12.3 | 0    | 3.2  |
| 鈉（mg）            | 42   | 98   | 122  |
| 鐵（mg）            | 0.07 | 0.07 | 0.12 |
| 鈣（mg）            | 79   | 276  | 327  |

### 環境污染物
母乳中的環境污染物一般來說是無害的，只有在環境中污染物含量很高時才會對嬰兒有影響。而且環境中污染物的濃度也較以往要低，因此對應母乳中的環境污染物也會比較少。大眾比較關注的污染物有农药、有機汞及鉛。母乳中也會有微量滴滴涕及狄氏剂，而在配方奶中也可以檢測到。殺蟲劑及其他有毒的化學物質都會生物累積，也就是在食物鏈越頂端的生物，其體內脂肪中會有較多的化學物質。這對因纽特人有明顯影響，因為其傳統飲食就是以肉類為主。目前也正在進行有關多氯聯苯及持久性有機污染物對人體的影響。因纽特人的母乳中有毒化合物的濃度較高。
在1951年時首次發現母奶中出現持久性的毒素，當時一群媽媽接受了DDT殺蟲劑的測試。在1966年時有位瑞典研究者發現他的太太母乳中含有多氯聯苯，五年後瑞典禁用多氯聯苯，美國在幾年後也跟進。不過因為許多地區仍在使用多氯聯苯，而且其本身不易分解的特性，仍然有許多人關注母奶中的多氯聯苯含量，是最受到關注的母奶中化學物質。大多數科學家認為在孕婦在產前接觸多氯聯苯，會對胎兒有負面影響。在美國大湖區、北極及荷蘭的研究人員發現若嬰兒母親住在多氯聯苯背景污染量中高度的地區（可能因為飲食中有受污染的魚類或動物製品），嬰兒的免疫力會較弱、IQ較低，學習能力也會有些影響，有些問題延續到青春期前期。不過研究者發現吃母奶的嬰兒雖然體內多氯聯苯含量比吃配方奶的要多，但其表現卻比吃配方奶的要好—母奶可能有某種保護身體降低有毒物質影響的能力。
1981年美國的研究員發現美國的母奶樣本中含有阻燃劑PBDE。測試發現從1970年代阻燃劑剛開始使用起，一直到1998年，美國婦女母奶中阻燃劑的含量每五年成長一倍，且後來含量是歐洲及日本婦女母奶的十到一百倍

## 母乳中的脂質成份解析
嬰兒從出生開始，每個階段的發育都非常重要，尤其0-3歲是寶寶的大腦發展「黃金時期」，而母乳中的脂質含有各階段腦部與神經系統發展所需的關鍵營養，包含磷脂質、亞麻油酸及α-次亞麻油酸、AA及DHA、Sn-2棕櫚酸等。

### 磷脂質PS&PC
磷脂質是存在卵磷脂的主要成分之一，也是卵磷脂中影響人體生理最重要的成分；磷脂質可依「磷酸基」的不同而被區分為不同的種類，如PC、PS、PE、PA、PI等，其中以PC含量最多。
對於處於大腦發育關鍵時期的胎兒及嬰幼兒，磷脂質是腦部神經發展的關鍵營養群之一，是神經細胞間信息傳遞介質的重要來源。攝取充足的磷脂質，可提高信息傳遞速度、思維敏捷、學習能力強、注意力集中、記憶力增強。
發達國家非常注重孕產婦、哺乳媽媽及嬰幼兒對卵磷脂的補充。第七屆卵磷脂國際會議曾作出結論：“總結眾多研究成果，建議懷孕婦女服用適量的大豆卵磷脂，這對於幼兒的智力發育是很重要的。”而美國食品與藥物管理委員會（FDA）也批准，所有的嬰兒食譜中都要適量補充卵磷脂。幼兒增加卵磷脂的攝取，可以促進中樞神經和腦部的發育。     
- PS (磷脂醯絲胺酸) :

存於全身各細胞膜，更集中存於腦細胞中(約佔有10%)，是大腦x胞膜的活性物質，能強化腦部功能，影響腦內化學訊息的傳遞與接收，對細胞新陳代謝具有重要作用。
PS透過下列機制強化腦部的功能：
```
    (1)增進腦細胞的葡萄糖代謝能力，腦細胞的能量來源為葡萄糖，因此葡萄糖代謝能力非常重要。
    (2)增加細胞膜受體(receptors)的數目，可增加資訊接受的能力。
    (3)增加腦細胞膜的流動性，有助於神經傳導物質的傳遞與接收。
    (4)增進神經傳導物質”乙醯膽鹼”的釋放能力，進而改善記憶力。
```

- PC(磷脂醯膽鹼) :

PC(磷脂醯膽鹼)經酵素分解後會產生Choline(膽鹼)，與人體內的乙醯基化合，產生的「乙醯膽鹼」是重要的神經傳導物質，含量越高，神經元傳遞的速度越  快，記憶力則越提高。

### 亞麻油酸 & α-次亞麻油酸、AA & DHA
- 「必需脂肪酸」不能由人體自行合成，必須自飲食中獲得而稱之。嬰兒的必需脂肪酸包括亞麻油酸(Linoleic Acid，ω-6)、α-次亞麻油酸(α-Linolenic Acid，ω-3)，和AA花生四烯酸(Arachidonic Acid，ω-6)、DHA二十二碳六烯酸(Docosahexaenic Acid，ω-3)等。這些必需脂肪酸在食入嬰兒體內後，可以被轉變為各類不同的脂肪酸和其他人體必須的代謝產物，提供成長所需。
- 亞麻油酸可以在寶寶體內轉化為AA，而α-次亞麻油酸可轉化EPA和DHA。
- AA & DHA是母乳中重要的多元不飽和脂肪酸，2 : 1黃金比例[70]滿足嬰幼兒生長需求。
- 不飽和脂肪酸的攝取能可促進腦組織、神經組織及視網膜的合成與成長[73]。

### Sn-2 PA 棕櫚酸
- 1998年美國小兒科學會(AAP)首次證實母乳的Sn-2 PA功用
- 臨床研究證實Sn-2 PA可促進脂肪酸吸收，提升能量攝取&促進脂肪酸代謝相關生理機能、不會與鈣結合，可被腸道吸收、及提升鈣質吸收率、促進骨質生成，幫助骨骼發育[67][74]。

## 其他用途
母乳除了提供嬰幼兒基本營養外，對於兒童或成人也有許多其他的用途。
母乳用在醫學用途上已有上千年之久。母乳中含有強力的抗体及抗毒素，許多人認為母乳提昇身體的治癒能力，也可以改善身體健康。不過母乳不是無菌的，若哺乳的婦女有感染一些感染病（像是HIV或是CMV），可能就會透過母乳傳播疾病給嬰幼兒或是其他成人。
母乳也已用在一些小病的家庭療法中，例如结膜炎、昆蟲叮咬、接觸性皮膚炎、傷口感染、灼傷及磨破皮等。母乳因為其免疫上的性質，在替代医学上用來增強特定疾病（像病毒性胃腸炎、流行性感冒、感冒、肺炎）患者的免疫系統，不過不該將母乳詮釋為萬靈藥。有些醫學專家指出母乳可以引發一些癌細胞的细胞凋亡，不過此一領域仍需要更多的研究及實證來作為佐證。
有少部份人使用（或至少是建議）用人乳取代日常食用乳製品，或是食物料理中用到的牛乳。
世界各地的主流文化多半認為人乳作為成人食品很不尋常，也不建議這様使用，因此目前較少針對一般食物使用的人乳商業生產或販售。
在哥斯大黎加，曾有人試著用母乳製成起司或是奶黃醬，作為嬰幼兒斷奶後的營養補充品。提倡依附式育兒的Tammy Frissell-Deppe也曾出書《A Breastfeeding Mother's Secret Recipes》，其中有許多使用人乳的食譜。
一家位在倫敦考文特花園的冰淇淋店在2011年2月開始販售一種稱為Baby Gaga的冰淇淋，其中用到的人乳是由Hiley太太提供，每提供10盎司可以賺15英鎊，Hiley太太稱這是「對經濟衰退的打擊」。冰淇淋第一天全部賣光。雖然銷售非常成功，但西敏寺的官員仍將這個冰淇淋從菜單上移除，原因是為了確保菜單上的內容「適合人類進食所需要。」。
有一個名叫善待动物组织的動物權利組織曾呼籲一家乳品公司將其冰淇淋製品中用的牛乳改為人乳，以避免對小牛的虐待，此一論點提出後引發許多的批評。
瑞士人漢斯·洛根（Hans Lochen）在紐約的餐廳餐單中就曾有人乳有關的菜。
中國有出現過人乳宴的例子，除了有色情或性招待意味在內的人乳宴之外，也有以人乳為材料的菜餚，例如長沙一家餐廳曾試圖推出這類含有人乳的菜餚，但後來受到輿論壓力而暫緩。
在2015年的新聞中有提到有健美因為人乳的營養價而飲用人乳。在2015年2月ABC新聞的報導中，有一位前健美選手提到：「這不常見，但我知道有人飲用人乳，不少人有在網路上的健美論壇中提到。」他說到：「就算這類的食物完全沒有科學研究的支持，只要有可能有潛在的影響，就會出現在健身俱樂部中，而且會有人願意試試。」。當時美國人乳銀行有殺菌的人乳，有安全的控管，但價格很貴，每盎司美金10元，網路上的直接人乳交易約每盎司美金1至4元，而牛乳是每加侖（128盎司）美金3.44元。
母乳皂是用母乳製成的手工皂，多半聲稱洗淨其效果和傳統肥皂相同，甚至更好。

## 人乳市場
有針對人乳的市場，有些是有關乳母的服務，有些則是針對人乳製品。人乳會藉由人乳銀行交換，也有些人乳提供者及需要人乳的人會在網路上直接交換資訊。人乳銀行一般會有標準的程序篩檢所提供人乳的品質，並且儲存人乳。網路媒介的人乳篩檢程度就因人而異。2013年的研究發現網路上取得的人乳中有74%有革兰氏阴性菌，或者好氧細菌超過10,000菌落形成單位s/mL，往往是在寄送過程中，開始出現菌落的成長。